# Cláudio Ibrahim Vaz Leal
Cláudio Ibrahim Vaz Leal (Bagé, 4 april 1964), beter bekend onder zijn voetbalnaam Branco, is een voormalig Braziliaans profvoetballer. De linksback was in 1994 onderdeel van het Braziliaanse elftal dat het WK voetbal in de Verenigde Staten won. In Nederland geniet de linksback vooral bekendheid vanwege zijn vrije trap, waarmee hij het Nederlands elftal uitschakelde in de kwartfinale van datzelfde WK.

## Carrière
Branco begon zijn carrière in Brazilië en maakte gedurende zijn loopbaan twee keer de overstap naar Europa. Tijdens de eerste periode speelde hij bij Brescia, FC Porto en Genoa. Nadat hij in 1993 terugkeerde naar zijn geboorteland, maakte hij in 1996 een rentree op de Europese velden bij Middlesbrough. Daar kwam hij echter maar weinig aan spelen toe, evenals tijdens zijn latere avontuur bij het Amerikaanse MetroStars. Dit was vooral te wijten aan gewichtsproblemen. In 1998 sloot Branco zijn loopbaan af in Brazilië.

## Braziliaans elftal
Met het Braziliaanse elftal speelde Branco op drie WK's, waarvan de editie in 1994 de meest succesvolle was. Ondanks dat Branco in 1990 nog basisspeler was van de Seleção, moest hij in 1994 in beginsel genoegen nemen met een plaats op de bank. Toen Leonardo in het duel tegen de Verenigde Staten echter een rode kaart kreeg voor een elleboogstoot, was Branco in de ontmoeting met Nederland zijn vervanger. De linksback kende een sterk optreden en wist zijn basisplaats op te luisteren met een doelpunt. De Braziliaan stond bekend als een vrijetrappenspecialist en bevestigde zijn reputatie in de 81e minuut. Hij verschalkte Ed de Goeij, die tot dan toe een goed WK had gespeeld, waarmee hij de 3-2-eindstand op de borden zette. Nederland werd uitgeschakeld en Branco behield zijn basisplaats tot en met de finale. Deze werd gewonnen ten koste van Italië, waardoor Brazilië voor de vierde maal wereldkampioen werd en daarmee recordhouder werd.

## Erelijst
Internacional
- Campeonato Gaúcho: 1981

 Fluminense
- Campeonato Carioca: 1983, 1984, 1985
- Série A: 1984

 FC Porto
- Taça de Portugal: 1988/89, 1990/91
- Primeira Divisão: 1989/90

 Grêmio
- Campeonato Gaúcho: 1993

Met Brazilië:
- CONMEBOL Copa América: 1989
- FIFA WK: 1994

## Trivia
De Nederlandse voetballer Branco van den Boomen is vernoemd naar de Braziliaan.